# UFC 180
UFC 180: Werdum vs. Hunt foi um evento de artes marciais mistas promovido pelo Ultimate Fighting Championship, ocorrido na Arena Ciudad del México, em 15 de novembro de 2014, na Cidade do México.

## Background
O evento foi o primeiro do UFC a ocorrer no México.
O evento teria como luta principal a luta entre o atual campeão Cain Velasquez e o desafiante Fabrício Werdum pelo Cinturão Peso Pesado do UFC, no confronto de técnicos do TUF: América Latina. no entanto, uma lesão no joelho tirou Velasquez do evento, sendo substituído por Mark Hunt, assim ocorrendo uma luta entre Werdum e Hunt pelo Cinturão Peso Pesado Interino do UFC.
Era esperado que Norman Parke enfrentasse Diego Sanchez no evento, no entanto, uma lesão no joelho obrigou Parke a se retirar da luta e ser substituído por Joe Lauzon. No entanto, Lauzon também se lesionou e a organização depois anunciou também a lesão de Sanchez.
Erik Perez iria enfrentar Marcus Brimage, porém, uma lesão o retirou da luta. Com a lesão de Patrick Williams que enfrentaria Jumabieke Tuerxun, Brimage foi movido para o card do UFC Fight Night: Rockhold vs. Bisping para enfrentar Tuerxun.

## Card Oficial
Nota 1 Pelo Cinturão Interino Peso Pesado do UFC.

Nota 2 Final Peso-Pena do TUF América Latina.

Nota 3 Final Peso-Galo do TUF América Latina.

## Bônus da Noite
- Luta da Noite:  Henry Briones vs.  Guido Cannetti
- Performance da Noite:  Fabrício Werdum e  Kelvin Gastelum